# ヴァイオリン協奏曲 (ベルク)
アルバン・ベルクの《ヴァイオリン協奏曲》は1935年8月11日に完成された。おそらくベルクの最も有名な作品であり、なおかつ最も演奏回数に恵まれた作品である。「ある天使の思い出に」（Dem Andenken eines Engels）の献辞が付されているが、ときにこれが副題のように看做されることもある。

## 着想と作曲
1935年2月、かねてから新ウィーン楽派の音楽に惹かれていたヴァイオリニストのルイス・クラスナーがベルクにヴァイオリン協奏曲を依嘱した。当時ベルクはオペラ《ルル》に取り組んでおり、しばらく協奏曲は手付かずのままであった。しかし4月22日、アルマ・マーラーがヴァルター・グロピウスともうけた娘マノン・グロピウスが、ポリオのために18歳という若さで急死する。ベルクはマノンを可愛がっていたため、この訃報を知ると、オペラをいったん脇にのけ、クラスナーから委嘱されていた協奏曲を「ある天使の想い出に」捧げるものとして作曲に取りかかった。つまり、「ある天使」とはマノンのことである。
自身で「今までこれほど熱心に働いたことはありません」と語ったように、遅筆のベルクには珍しく《ヴァイオリン協奏曲》の作曲は非常にはかどり、7月にはショートスコア（簡略譜）が完成、8月にオーケストレーションも脱稿した。しかし生来病弱だったベルクは作曲中に体調を崩して、この作品が自分自身へのレクイエムにもなるであろうと予想し、そしておそらく《ルル》を完成できないであろうことを察知していた。ベルクは敗血症のため1935年12月24日に急逝し、《ヴァイオリン協奏曲》はベルクが最後に完成させた作品となった。したがってベルクは本作の実演に接することができず、《ルル》も未完に終わった。

## 初演
- 世界初演：1936年4月19日、国際現代音楽協会バルセロナ大会。ルイス・クラスナーの独奏。アントン・ウェーベルンが指揮の予定であったが、思い入れからウェーベルンは冷静に練習ができない精神状態となり、ヘルマン・シェルヘンが指揮を担当することが前日に決定した[5]。

- 英国初演：1936年5月1日、ロンドン。招待者のみの非公開演奏。同じくクラスナーの独奏。アントン・ウェーベルンが復帰してBBC交響楽団を指揮した。アセテート盤に録音され、クラスナーにより保管されていた。後にCDに復刻された音源の出典でもある。

- 英国公開初演：1936年12月9日、BBC定期演奏会。ロンドンのクィーンズ・ホールにて。クラスナーの独演。ヘンリー・ウッド指揮。BBC交響楽団。

- 日本初演：1959年3月30日、東京の日比谷公会堂。ウィリアム・ストリックランド指揮、B・アール独奏、日本フィルハーモニー交響楽団による。

## 楽器編成
- 独奏ヴァイオリン
- フルート2（ピッコロ1持ち替え）
- オーボエ2（コーラングレ1持ち替え）
- アルト･サクソフォーン（第3クラリネット持ち替え）
- クラリネット2
- バス・クラリネット
- ファゴット2
- コントラファゴット
- ホルン4
- トランペット2
- トロンボーン2
- バス・テューバ
- ティンパニ（4個：一時2人）
- 大太鼓、小太鼓、シンバル、タムタム、ゴング、トライアングル
- ハープ
- 弦五部（12型）

## 楽曲構成
演奏時間はおおよそ25～30分。「アンダンテ」と「アレグロ」の2つの楽章で構成されているが、各楽章はさらに2つの部分に分けられる。
第1楽章は現世におけるマノンの音楽的肖像であるが、第2楽章はマノンの闘病生活と死による浄化（昇天）が表現されている。
他のほとんどのベルク作品のように、本作品においても、恩師アルノルト・シェーンベルク譲りの十二音技法が、より自由な様式によるパッセージに結び付けられている。通常の十二音作品の場合と同じく、無調性による作品でありながら、調的な中心を感じさせる点で特異である。これは、民謡やバッハのカンタータの引用に明らかなように、本作品が調性音楽と関連づけられているためもあるのだが、下図のように、基礎音列が、短三和音と長三和音の交替からなるためである。そして最後の4音は、全音音階を含んでいる（(1)ソ、(2)♭シ、(3)レ、(4)♯ファ、(5)ラ、(6)ド、(7)ミ、(8)♯ソ、(9)シ、(10)♯ド、(11)♭ミ、(12)ファ）。かくて基礎音列によって、無調性と調性の葛藤が基礎づけられるのである。
12音の音列なので、半音階のすべての音がここには含まれている。しかしながら、調的な要素も強力に流れ込んでいる。音列中の最初の3音（(1)～(3)）は、ト短調の主和音を構成する。次の3音（(3)～(5)）はニ長調、その次（(5)～(7)）はイ短調、さらにその次（(7)～(9)）はホ長調の分散和音という具合である。そして最後の4音（(9)～(12)）が全音音階なのである。またこの音列はヴァイオリンの開放弦を、低いほうから高いほうへと順序良く含んでおり（(1), (3), (5), (7)）、作品の開始部分に現われるのが、まさにこの動きである。
音列の最後の4音である、上昇全音音階は、コラール「もう十分です Es ist genug」の冒頭句に一致する。ベルクはこれを、バッハのカンタータ第60番《おお永遠よ、汝おそろしき言葉よ》の終曲（譜例）から直接引用し、「オルガンのような」クラリネットの合奏に演奏させている。

### 第1楽章「アンダンテ」
「アンダンテ」と記された第1楽章の前半は10小節の導入をもつ三部形式で構成され、スケルツォ調の「アレグレット」が後に続く。この後半部分はスケルツォ－第一トリオ－第二トリオ－第一トリオ－スケルツォというシンメトリックな構成を持ち、終盤には金管楽器によってケルンテン地方の民謡「スモモの木で一羽の鳥が」(Ein Vogel auf'm Zwetschenbaum) が引用されている。

### 第2楽章「アレグロ」
第2楽章の前半は三部形式をとる猛烈な「アレグロ」で、付点リズムが特徴的な単一のリズム細胞にほとんど依拠している。この部分は「カデンツァ」と表現されるように、独奏ヴァイオリン・パートは非常に困難なパッセージに終始する。オーケストラはクライマックスに達すると、いよいよ激しさを募らせる。最終部分（第2楽章の第2部、全体的に言うと第4部）は「アダージョ」の速度が指定され、より穏やかな雰囲気に転じる。コラールが独奏とクラリネット合奏によって奏され、2つの変奏がそれに続いたあと、ケルンテン地方の民謡の回想と静かなコーダによって締めくくられる。